# Erreway: Gira de España
Es la primera gira musical de la banda Erreway luego de su separación en 2004 después de la publicación del disco Memoria, de la película Erreway: 4 caminos y la gira para promocionar el disco.
La gira surgió debido a que la serie de la cual la banda se originó y se desprendió, Rebelde Way, había comenzado a emitirse en España y además se comenzaron a vender discos de estudio publicados en Argentina, discos recopilatorios y en directo. Es la primera gira de Erreway como trío ya que Luisana Lopilato había renunciado debido a que estaba sumergida en la filmación de la exitosa serie de TV Casados con hijos.

## Repertorio
1. Rebelde Way
2. Vas a salvarte
3. No estés seguro
4. Te soñé
5. Inventos / Pretty Boy
6. Que estés
7. Dije adiós
8. Será porque te quiero
9. Memoria
10. Vamos al ruedo
11. Sweet Baby / Bonita de más
12. Será de Dios
13. Inmortal
14. Tiempo
15. Resistiré
16. Sweet Baby
17. Para cosas buenas

## Fechas
| Fecha                  | Ciudad    | País   | Recinto                                  | Notas          | Espectadores | Referencias |
| ---------------------- | --------- | ------ | ---------------------------------------- | -------------- | ------------ | ----------- |
| Europa                 |           |        |                                          |                |              |             |
| 2 de diciembre de 2006 | Barcelona | España | Palau Sant Jordi                         | -              | 17.000       | -           |
| 3 de diciembre de 2006 | Zaragoza  | España | Pabellón Príncipe Felipe                 | -              | 7 000        | [ 1 ]       |
| 5 de diciembre de 2006 | Vigo      | España | Pabellón IFEVI                           | -              | 2 000        | [ 2 ]       |
| 7 de diciembre de 2006 | Madrid    | España | Plaza de Toros de la Cubierta de Léganes | Dos conciertos | 20 000       | [ 3 ]       |